# Хенгіст (король Кенту)
Хенгіст (давн-англ. Hengest, Hengist, «жеребець») — напівлегендарний германський вождь V сторіччя, легендарний першопредок англійців. Як твердять пізніші англійські легенди та перекази про походження англійського народу, Хенгіст та його брат Хорса очолили вторгнення ютів, англів та саксів (предківські групи сучасних англійців) до Великої Британії. Також Хенгіст вважається першим королем Кенту (згідно пізніших хронік, правив він у 455—488 роках).
Крім англійських легенд, воїн на ім'я Хенгіст згадується в поемі «Беовульф». На думку Джона Р. Р. Толкіна, у «Беовульфі» та англійських переказах ідеться про одну й ту саму людину, історичного германського вождя. Але на сьогодні питання про походження образу Хенгіста − одна з багатьох історичних загадок V сторіччя.

### Церковна історія народу англів
Вперше Хенгіста згадує святий Беда Превелебний у «Церковній історії народу англів». Він згадує, що Хенгіст та брат його Хорса вважалися нащадками бога Водена (сини Віхтгільса, сина Вітти, сина Векти, сина Водена), що до Британії їх запросив король Вортигерн, а також що Хорса загинув у Кенті, де показували його могилу.

### Англосаксонська хроніка
Англосаксонська хроніка (літопис, складений у 9-12 ст.) твердить, що Хорса та Хенгіст прибули до Британії в 449 на запрошення Вортигерна, якому потрібна була допомога в війні з піктами. Брати висадилися в Еопвайнсфліті (Еббсфліті) та розбили піктів скрізь, де вони з ними билися. Хенгіст та Хорса надіслали звістку додому до Німеччини, описуючи «нікчемність бриттів та багатство землі» та прохаючи про допомогу. Їхнє прохання було задоволене, і підтримка надійшла. Після цього до Британії прибуло більше людей з «трьох держав Німеччини: давніх саксів, англів та ютів». Сакси заселили Ессекс, Сассекс та Вессекс; юти — Кент, острів Вайт та частину Гемпширу; а англи — Східну Англію, Мерсію та Нортумбрію (залишивши свою первісну батьківщину, Ангельн, спустошеною).
У записі за 455 рік у Хроніці детально описано, що Хенгіст і Хорса билися «з Вортігерном» (на боці Вортигерна? проти Вортигерна?) в Ейлсфорді, і в цій битві поліг Хорса. Хенгіст взяв під свій контроль королівство разом зі своїм сином Еском. У 457 році Хенгіст і Еск билися проти британських військ у Крейфорді «і там убили чотири тисячі». Бритти полишили Кенту та втекли до Лондона. У 465 році Хенгіст і Еск знову билися в битві при Віппедесфліті, ймовірно, поблизу Еббсфліта, і вбили дванадцять британських лідерів. У 473 році Хенгіст згадується в Хроніці востаннє: твердиться, що Хенгіст і Еск зафіксовані як ті, що взяли «величезну здобич», а бритти «втекли від англійців, як від вогню». Про смерть Хенгіста не сказано нич, але в 488 згадано, що Еск успадкував королівську владу.

### Ненній
Як твердить британський чернець-літописець Ненній, Хенгіст та Хорса були вигнанцями з Німеччини, які прибули до Британії в 429 році. Спершу Вортигерн прийняв їх на службу, подарував їм у наділ острів Танет, але невдовзі Хенгіст зрозумів, що як король Вортигерн слабкий, і замислив його скинути. Він якось сказав Вортигернові, що германців на острові замало, і запропонував запросити іще більше. На святі на честь прибуття нових воїнів Хенгіст познайомив Вортигерна зі своєю донькою Ровеною − а вона була така красуня, що король закохався в неї одразу ж та попрохав у Хенгіста її руку. Хенгіст зажадав усе королівство Кент як викуп, і Вортигерн погодився. Без відома тодішнього правителя Кента королівство було передане Хенгістові.
Доньку Хенгіста віддали Вортігерну, який спав з нею та глибоко кохав її. Хенгіст сказав Вортігерну, що відтепер він буде і його батьком, і радником, і що Вортігерн не зазнає поразки з його порадою, «бо люди моєї країни сильні, войовничі та стійкі». Зі схвалення Вортігерна Хенгіст послав за своїм сином Октою  та його родичем Ебіссою, щоб вони воювали проти шотландців та тих, хто жив біля Адріанового валу. Вортігерн погодився, і Окта та Ебісса прибули з 40 кораблями, обійшли землю піктів, завоювали «багато регіонів» та напали на Оркнейські острови. Хенгіст продовжував посилати за кораблями зі своєї країни, так що деякі острови, де раніше жив його народ, впали в запустіння.
Тим часом Вортігерн накликав на себе гнів Германа, єпископа Осерського (взявши за дружину власну дочку та народивши від неї сина), і коли його засудила вся рада Британії − просто втік. Тоді його син Вортімер оголосив Хенгістові та германцям війну, відкинув їх назад до Танета, оточив та обложив на західному фланзі. Війна то загострювалася, то затихала; сакси неодноразово відвойовували позиції та неодноразово були відкинуті назад.  Вортігерн чотири рази атакував саксів: спочатку оточуючи саксів у Танеті, потім у битві біля річки Дервент, втретє в Епсфорді, де загинули і Хорса, і брат Вортімера, Катігерн, і нарешті «біля каменя на березі Галльського моря», де сакси зазнали поразки та втекли на свої кораблі.
Після «короткого проміжку часу» Вортімер помер, і сакси утвердилися, «за сприяння іноземних язичників». Хенгіст зібрав свої війська та надіслав Вортігерну пропозицію миру. Вортігерн прийняв її, і Хенгіст влаштував бенкет, щоб зібрати британських та саксонських лідерів. Однак він наказав своїм людям заховати ножі у взутті. У потрібний момент Хенгіст крикнув nima der sexa (дістаньте свої ножі), і його люди вбили нічого не підозрюючих бриттів (т. зв. Зрада довгих ножів). Однак вони пощадили Вортігерна, який викупився, віддавши саксам Ессекс, Сассекс, Міддлсекс та інші неназвані райони.
Герман Осерський був проголошений командувачем британських військ. Молячись, співаючи «алілуя» та волаючи до Бога, бритти вигнали саксів до моря. Потім Герман молився три дні та ночі в замку Вортігерна, і вогонь зійшов з небес і охопив замок. Вортігерн, дочка Хенгіста, інші дружини Вортігерна та всі інші мешканці згоріли живцем.
Після смерті Хенгіста його син Окта переїхав з Адріанового валу до Кенту та став тамтешнім королем. Можливо, саме в протистоянні з ним вивищився Артур.

### Діяння королів Англії
Вільям Мальмсберійський у своїй праці «Діяння королів Англії» (1125) загалом спирається на Неннія, але переказує його в проанглійському ключі: з чотирьох битв Вортімера перша завершилася нічиєю, а решта − перемогою англосаксів. Також він інакше оповідає історію Зради довгих ножів: на його твердження, Хенгіст змусив бриттів на тому бенкеті випити забагато, а потім посіяв межи них сварку, і вони перебили себе самі. Невдовзі після цього Хенгіст помер. У хронології Вільям спирається на «Англосаксонську хроніку».
Також Вільям твердить, що в Хорси та Хенгіста був молодший брат, такий собі Окта, який осів зі своїм сином Ебіссою в Нортумбрії, доки Хенгіст осів у Кенті. Окта та Ебісса жили там довго, зокрема воювали з Ґавейном.

### Історія королів Британії
Гальфрид Монмутський у своїй псевдоісторичній «Історії королів Британії» (1136) також загалом спирається на Неннія, але доповнює та деталізує його оповідь. Зокрема, він згадує ім’я Хенгістової доньки − Ронуен − та створює історію про смерть Хенгіста: після Зради довгих ножів визвольну боротьбу бриттів проти Хенгіста очолює Аврелій Амвросій, який зрештою розбиває Хенгіста, у полон же германця бере такий собі Елдол за допомогою Горлойса (перший чоловік Ігрейни, матері Артура). Потім Аврелій Амвросій судить Хенгіста, але брат Елдола − Елдад, єпископ Глостерський − вимагає стратити зрадливого германця. Елдол обезголовлює Хенгіста особисто. Окта, син Хенгіста, та Еоза, родич Окти, здаються на милість Аврелія.

### Фризькі традиції
Свою версію історії Хорси та Хенгіста оповідає фризький хроніст Андреас Корнеліус у праці Chronyk van Friesland (1597). Як твердить Андреас Корнеліус, Хенгіст та Хорса були дітьми такого собі Удольфа Харона, одного з фризьких герцогів (Хенгіст народився в 361, Хорса − в 363). У 374 Удольф відрядив своїх синів до Риму, де вони вчилися при дворі імператора Валентиніана; в 380 Хенгіст та Хорса полишили Рим, наміряючись повернутися до Фризії, але дорогою зустріли Таксанда, герцога Брабантського, і служили йому 3 роки. В 383 вони вернули-таки до Фризії, але в 384 їхній батько надіслав їх на допомогу полководцеві Ігло Ласкону, який воював в Ангрії та Вестфалії. У 385 фризькі землі виявилися переповненими, Удольф Харон скликав наймоцніших фризьких воїнів включно зі своїми синами та відрядив їх шукати нові землі; далі починається історія Хорси та Хенгіста в Британії.
Окрім Хорси та Хенгіста, Удольф мав доньку Одильбальду, яка одружилася з Ріхольтом Оффо, першим королем Фризії. Син Ріхольта та Одильбальди звався Одильбальд; його перший син знову звався Ріхольт (народився в 440), а в 441 дружина Одильбальда народила близнюків, яких теж нарекли Хенгіст та Хорса. Коли Ріхольт II став королем, Фризія жила в мирі, тож її войовничі мешканці попрохали Хенгіста та Хорсу-молодших повести їх на захоплення Британії, аби помстити загибель тих, перших Хенгіста та Хорси. У тому поході Хенгіст та Хорса-молодші загинули, але фризів їхня загибель тільки роз'ярила, і вони розбили бриттів у союзі з королем Горумунтом.
Подібну історію в De Frisiorum antiquitate (1590) розповідав фризький хроніст Суффрідій Петр, із єдиним але: дружина Удольфа Харона в нього звалася Свана та була донькою такого собі «Вергіста» і сестрою братів, яких теж звали Хенгіст та Хорса. Вочевидь, «Вергіст» − це Віхтгільс, якого Беда згадує як Хенгістова батька.
Також Суффрідій твердить, що Окта та Ебісса, яких згадує Гальфрид, були дітьми Орика (Еска), сина Хенгіста. Окту Орик лишив у Кенті, а Ебіссу відрядив до Фрисландії, де той став королем всієї Ангрії та значного шматка Вестфалії. Його гербом був чорний кінь. Далеким нащадком Ебісси, онука Хенгіста, буцімто був Відукінд, знаменитий вождь саксів.

### Інші джерела

Герб міста Бюнде

Хенгіст фігурує в циклі лицарських романів Вульгата, але як персонаж майже епізодичний. В лицарському романі XIV сторіччя «Персефорест» Хенгіст, перебуваючи в Нортумбрії, ув’язнює тамтешнього принца Круделя та бере в облогу вежу, де сидить Міміана − кохана Круделя, вже від нього вагітна. І оскільки вежа майже не укріплена, й Хенгіст її ось-ось візьме, Зефір переносить Міміану з Нортумбрії до Кармартена, де вона народжує Мерліна.
Гектор Боецій у своїй псевдоісторичній «Історії Шотландії» (1527) твердить, що під час шлюбу Вортигерна та Ровени (як зве її Боецій − «Роксієна») архієпископом Лондона був такий собі Водин. Він засудив Вортигерна за шлюб із язичницею; Вортигерн розкаявся та заплакав, але Хенгіст засудив короля, що той перетворив радість на сльози − а потім пішов, схопив Водина та закатував владику та священиків, які були з ним. У пізніших англійських мартирологах згадується дата мучеництва Водина − 23 липня 436 року.
Як твердять пізні перекази, Хорса та Хенгіст вирішили вирушити до Британії на місці, де нині стоїть місто Бюнде. На гербі міста досі зображено воїнів, які стискають один одному руки, а в самому місті є вулиці Hengistweg та Horsastraße. А на північнофризькому острові Зюльт, у місті Веннінгштедт-Брадеруп, є вулиця Horsatal, вулиця Хорси, і місцеві легенди твердять, що саме звідси Хорса та Хенгіст вирушили до Британії.

## Питання про походження образу

### Хенгіст у «Беовульфі»
Окрім переказів про початок Англії, воїн на ім’я Хенгіст фігурує в поемах «Беовульф» (як персонаж вставної новели) та «Фіннсбурзький фрагмент». Хенгіст був воїном на службі датського конунга Хнефа Хокінга. Якось Хнеф зимував у фризького конунга Фінна Фольквальдинга, одруженого з Хільдебур, сестрою Хнефа. Між воїнами Фінна та Хнефа зчинилася колотнеча, і в цій колотнечі загинув Хнеф, Хенгіст же очолив його воїнів та вбив сина Фінна.
Фінн, змучений совістю через те, що занапастив Хнефа (гостя та брата дружини), подарував Хенгістові половину своєї фортеці Фіннсбург. Фінн та Хенгіст уклали мирну угоду: Хенгіст та Фінн не могли заподіяти один одному шкоди, а також не мали права лихословити на адресу один одного; хто порушить − надає право іншій стороні вбити його. Тож Хенгіст лишився у фортеці на зиму (хоча багато хто відбув до Данії), спершу сумував за батьківщиною, але обдумував помсту. Зокрема син одного з загиблих воїнів привіз Хенгісту меч Хільделеома, закликаючи його до помсти, і невдовзі на бенкеті Хенгіст та воїни Гудлаф та Ослаф, які повернулися з Данії, вбивають Фінна.
Зазвичай вважається, що історія змальовує трагізм Хенгіста, якого розриває між присягою Фіннові та необхідністю помсти. Але як припускає Ніколя Зокко, Хенгіст тут − не трагічна особа, а підступний інтриган, який холодно спланував, як вбити Фінна, формально лишаючись чистим: користуючись тим, що фризи не мають права лихословити на адресу данів, дани Хенгіста не мають права лихословити на адресу фризів, а от Гудлаф та Ослаф, які повернулися з Данії, право на лихослів’я мають, Хенгіст під’юджує Гудлафа та Ослафа лихословити, аби спровокувати Фінна − а коли той мимоволі порушить присягу, оголосити її денонсованою та вбити його.
Джон Толкін мав Хенгіста з «Беовульфа» за історичну особу, того самого Хенгіста, який заснував Англію. Наразі ця теорія мало ким визнається.

### Міфологічний прототип

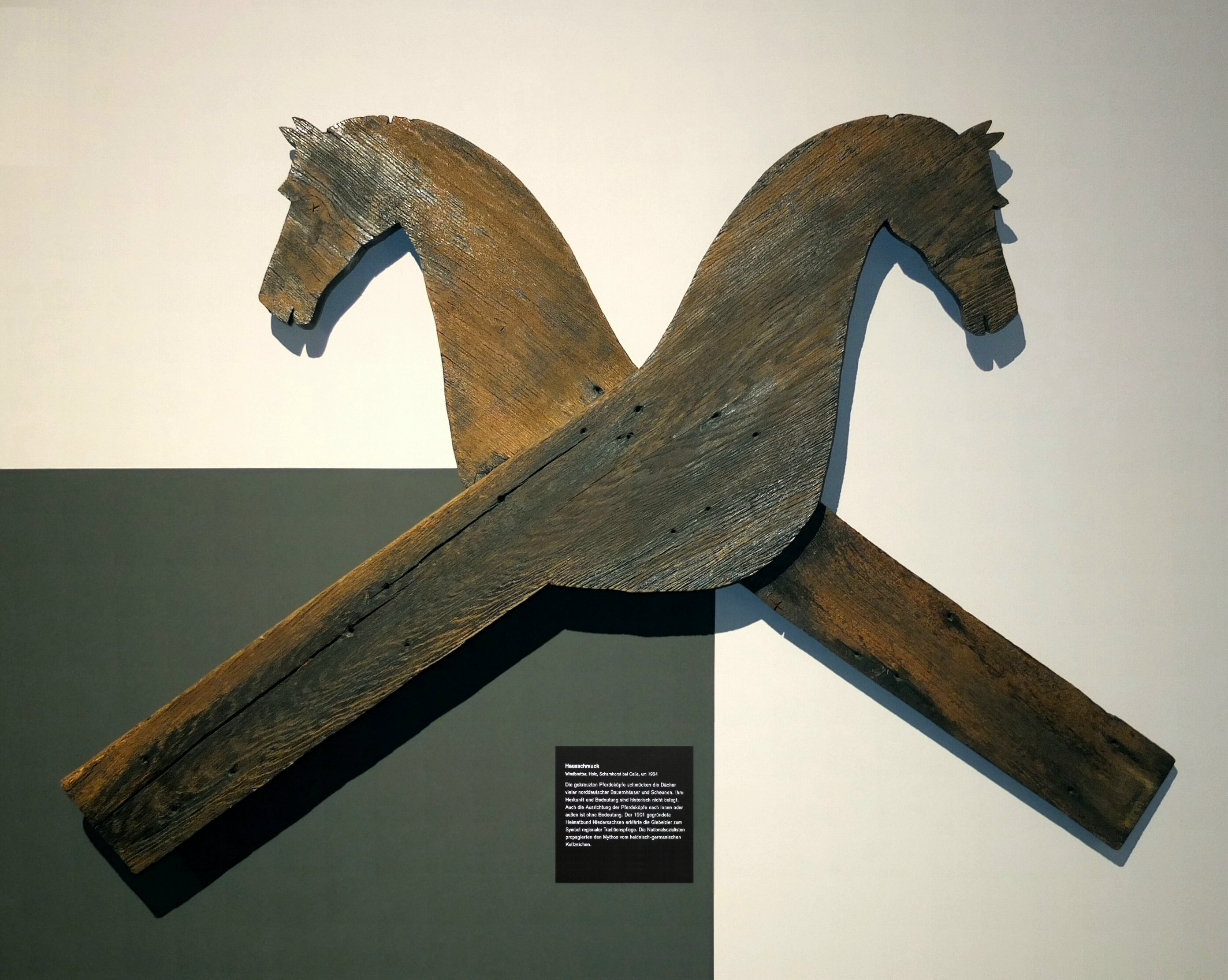
Конячі голови на щипці з музею Гановера

Міфи про близнюків (зокрема близнюків-коней) популярні в індоєвропейців: Ашвіни, почасти Діоскури, Ромул та Рем. Зокрема в Нижній Саксонії та Шлезвіг-Голштейні прикрашені конячими головами щипці звуться "Hengst und Hors".
Як припускає Фабіо Барбієрі, первісно Хенгіст був чимось типу першолюдини (і, мо’, саме він вбив Хорсу, як Ромул − Рема). Ронуен ж (у валлійській поезії сакси звуться «дітьми Ронуен») була першоматір’ю саксів в іншій традиції. Потім їх об’єднали в одній історії.
Так чи інакше, перекази про Хенгіста як засновника правлячої династії Кенту майже точно не є історичними, бо вона називала себе «Ескінги», а не «Хенгістинги», крім того, Равеннський космограф (VII ст.) згадує, що першим саксом, який оселився в Британії, був такий собі Ansehis − це ім’я є спільнокореневим до імені Еск, а не Хенгіст.

## Хенгіст у сучасній культурі
У перших чернетках Легендаріуму Толкіна (де Толкін ще пробував творити міфологію для Англії, а не займався чистою міфотворчістю) була така версія історії Хенгіста та Хорси: був такий Хеден, нащадок Водана, і були в нього сини Еох («кінь») та Беорн. Еох загинув від руки Беорна; Оттор-Мандрівник, син Еоха, народжений під зіркою Еаренделя, одружився з жінкою на ім’я Квен та назвав своїх синів Хенгіст та Хорса, наче натякаючи, що вони мусять помстити смерть діда. По смерті Квен Оттор вирушив на захід, на пошуки легендарного Невідомого Острова, який він знайшов, одружився там з ельфійкою та народив третього сина − Хеорренду. Тим часом Хорса та Хенгіст помстили Беорна та стали видатними вождями. Далі ельфи перетягують свій острів на схід, щоб воювати зі слугами Мелькора (інша версія − Оттор потерпав від суму за домом) − острів стає Британією. Туди вдираються ворожі племена (гойдели, брити, римляни), ельфи не можуть їх терпіти та тануть, але Хенгіст та Хорса відвойовують острів в них та отримують від ельфів хоча б їхню справжню історію. Хенгіст оселяється в місті Кортиріон (нині Уорик), а Хорса − в місті Таруїторн (нині Оксфорд).
Крім того, Толкін присвятив Хенгістові поему. Ймовірно, вона була написана близько 1930, але побачила світ лише в 2024. У цій поемі Хенгіст споглядає сувору зиму в Фіннсбурзькій фортеці та мріє про помсту Фіннові.
Пісня німецької heavy-metal групи Rebellion Hengist присвячена Хенгістові.
Хенгіст − персонаж роману Розмері Саткліфф «Смолоскипоносці».